# Kličevac
Kličevac (em cirílico:Кличевац) é uma vila da Sérvia localizada no município de Požarevac, pertencente ao distrito de Braničevo, na região de Stig. A sua população era de 1097 habitantes segundo o censo de 2009.

## Demografia
| 1948  | 1953  | 1961  | 1971  | 1981  | 1991  | 2002  |
| ----- | ----- | ----- | ----- | ----- | ----- | ----- |
| 2 572 | 2 606 | 2 624 | 2 477 | 2 242 | 2 084 | 1 329 |